# Igor Jakowlewitsch Pomeranzew

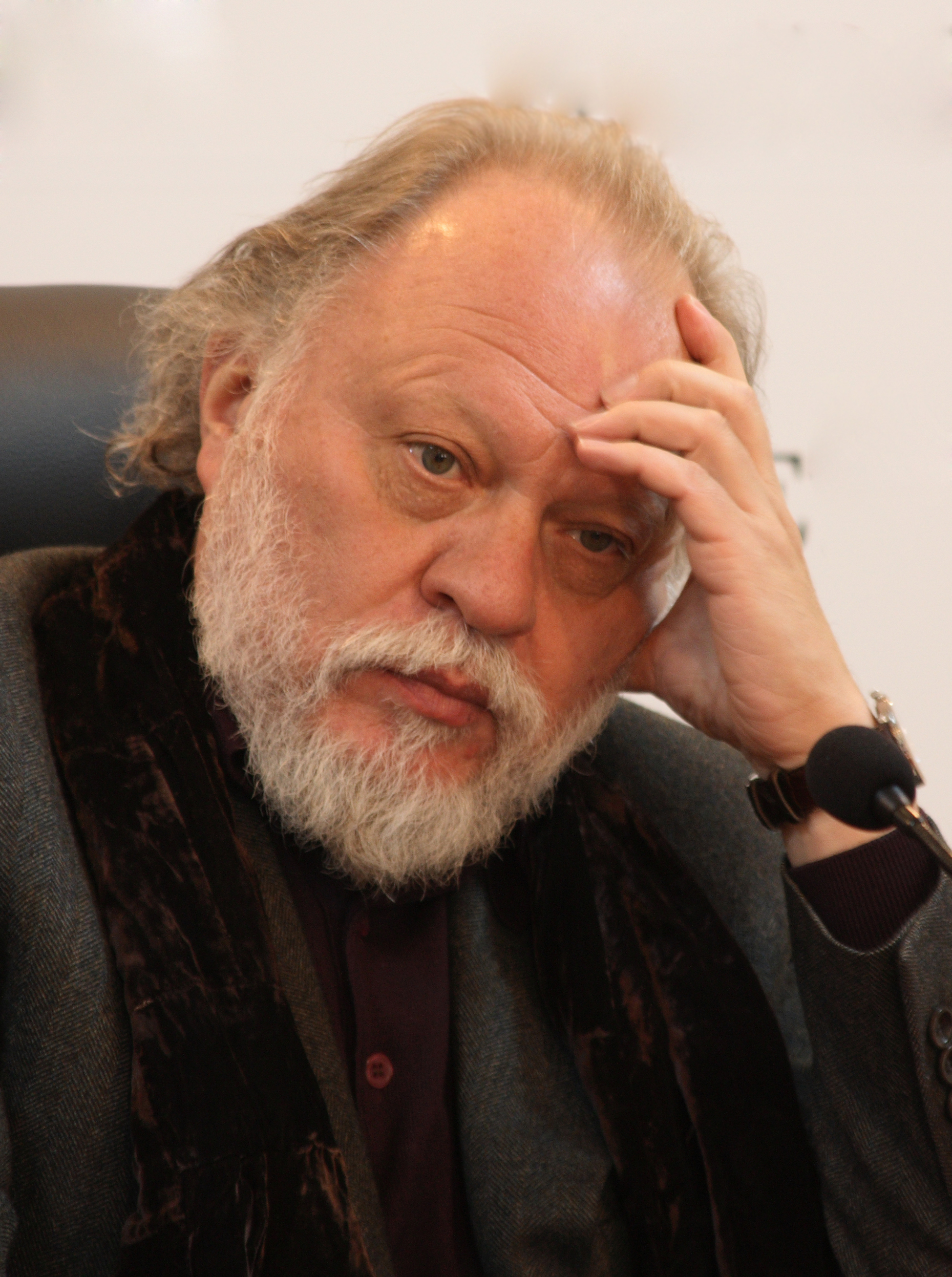
Igor Pomeranzew (2009)

Igor Jakowlewitsch Pomeranzew (russisch Игорь Яковлевич Померанцев, auch Pomerantsev; * 11. Januar 1948 in Saratow in der UdSSR) ist ein russisch- und ukrainischsprachiger Autor.
Er studierte englische Philologie und Pädagogik an der Universität Czernowitz. Seine ersten Lyrik-Veröffentlichungen erschienen 1972 in der Moskauer Zeitschrift „Smena“. Er hatte Kontakt zur ukrainischen Bürgerrechtsbewegung. 1976 wurde Pomeranzew vom KGB verhaftet. Er wurde beschuldigt, politische Literatur zu besitzen und verbreitet zu haben, Feindsender abzuhören sowie Kontakte zu Ausländern zu unterhalten. 1977 wurde ihm nahegelegt zu emigrieren.
1978 wanderte er gemeinsam mit seiner Frau und dem zehn Monate alten Sohn Peter nach Deutschland aus. 1979 siedelte er nach London über und war dort für die BBC tätig. 1987 zog er nach München um, wo er seit diesem Zeitpunkt als Produzent für Radio Free Europe (Russland)/Radio Liberty (RFE/RL) arbeitet. Derzeit lebt er in Prag.